# Puškin (San Pietroburgo)
Puškin (in russo Пушкин?) è una città suburbana, dal nome di Aleksandr Sergeevič Puškin, che vi frequentò il Liceo imperiale. Si trova nella giurisdizione di San Pietroburgo, è capoluogo del Puškinskij rajon.

## Caratteristiche
La località era nota in precedenza come Carskoe Selo (in russo Царское Село?, letteralmente Villaggio dello Zar, termine che oggi si riferisce al complesso delle regge degli Zar, ovvero il celebre Palazzo di Caterina, il Palazzo di Alessandro e il relativo parco, costruiti nel territorio della città); in seguito alla rivoluzione d'ottobre prese il nome di Detskoe Selo (Детское Село), ovvero Villaggio dei bambini, denominazione ancora utilizzata dalle ferrovie russe (la fermata del treno si chiama infatti ancora così), fino al 1937, quando mutò nel nome attuale.

## Amministrazione

### Gemellaggi
- Mantova
- Retimo